# Iecugu Tokugawa
Iecugu Tokugawa  (japonsky 徳川 家継, Tokugawa Iecugu) byl sedmý šógun Tokugawské dynastie, který vládl od 1713 až do své smrti v roce 1716. Byl synem Ienobua Tokugawy, což z něj dělalo vnuka Cunašigeho Tokugawy, který byl daimjó Kofu, pravnukem Iemicua Tokugawy, pra-pravnukem Hidetada Tokugawy a pra- pra-pravnukem Iejasua Tokugawy.

## První roky (1709-1713)
Iecugu Tokugawa se narodil v Edu roce 1709, jako nejstarší syn šóguna Ienobua Tokugawy a dvorní konkubíny. V době vlády jeho otce, měl rozhodující vliv na politiku státu konfuciánský rádce Hakusekia Arai, který měl značný vliv i na samotného šóguna. V době narození Iecugua měl jeho otec Ienobu 48 let. Dětské jméno malého Iecugu bylo Nobumacu. V rámci encyklopedických výzkumů se Hakuseki snažil najít rodové spojení mezi vládnoucím rodem Tokugawa a osobnostmi minulosti. Hakuseki vypátral pokrevní linii rodiny Tokugawa až k rodině Minamoto, zakladatelem prvního šógunátu. Proto byl Iecugu nazýván také oficiálním titulem Minamoto no Iecugu. Byl sotva tříletý, když zemřel jeho otec, a on se stal šógunem.

## Šógun Iecugu (1713-1716)
Ačkoli šógun Iecugu převzal formální roli hlavy bakufu po svém otci, v době nástupu byl ještě pouze batole. Jelikož nebyl schopen vládnout, stal se jeho poručníkem konfuciánské učenec Hakuseki Arai. Během Iecuguové nezletilosti se uskutečnily dva významně reformy: reforma měny a reforma zahraničního obchodu na ostrově Kjúšú. Po převzetí vlády se Iecugu nezabýval vnitřními záležitostmi země; přenechal je svým věrným rádcům, především Hakuseki Araiovi.
V roce 1713 začaly ceny potravin nepříjemně růst. Na základě různých návrhů řešení této situace (většinou po smrti Ienobua) zaslaných šógunovi od Hakusekiho Arai, bylo rozhodnuto vytvořit novou měnu, která by zastavila růst cen potravin a zboží. V roce 1714 byla nová kovová jména uvedena do oběhu a proto, zatímco ceny potravin za vlády Iecuguova otce neustále rostly, po zavedení nové měny během vlády Iecugua klesaly.
Reforma měny byla úzce navázána na reformu zahraničního obchodu. V roce 1716 mohli Japonci obchodovat z cizinci pouze v Dedžimě v Nagasaki prostřednictvím holandských a čínských obchodních lodí. Snaha reformovat obchod v zemi podnítila i reformu všeobecných obchodních pravidel. V roce 1716 byl vydán dokument, který stanovil, že bakufu měl právo určit dva komisaře pro Zahraniční obchod v Edo a v Nagasaki, a že každoročně mělo 30 čínských a 2 nizozemské lodi povolen vstup do země s účelem obchodu. Japonsko zůstalo nadále velmi izolované.
V Šóoku 6, v 30. den 4. měsíce (1716) zemřel šógun Iecugu přirozenou smrtí ve věku šesti let. Iecuguova vláda byla vnímána obyvateli země pozitivně. Jelikož nezanechal děti ani přímých potomků, přímá mužská linie táhnoucí se od Tokugawu Iejasua ním vymřela (přes sto let po smrti Iejasua). Stále však existovaly příbuzné vedlejší větve pocházející od Iejasua a některých jeho synů. Za nového šóguna byl zvolen člen jedné vedlejší větve Jošimune Tokugawa.

## ÉrybakufuIecugua
- Šótoku (1711-1716)
- Kjóhó (1716-1736)